# Гавеев, Алексей Васильевич
 Полный кавалер ордена Славы Алексей Васильевич Гавеев (11 апреля 1921, Крючок, Витебская губерния — 6 апреля 2008, Санкт-Петербург) — помощник командира взвода 231 разведывательной роты, 161 укреплённого района (50-я армия, 2-й Белорусский фронт), старший сержант.

## Биография
Алексей Гавеев родился в деревне Крючок (ныне Пустошкинского района Псковской области) в крестьянской семье. После окончания начальной школы работал бригадиром в колхозе, затем в 1939 году переехал на жительство в Ленинград, работал в тресте Ленавтогужтранс грузчиком.
26 сентября 1940 года Выборгским РВК был призван в ряды Красной армии и направлен на службу в Тихоокеанский флот. Учился в школе младшего начальствующего состава на острове Русский.
В октябре 1941 года был направлен на фронт в действующую армию. В ноябре 1941 года оборонял Москву командиром отделения автоматчиков 15-й отдельной лыжной бригады. В начале 1942 года бригада была направлена на переформирование в Челябинск.
После этого Алексей Гавеев оборонял Ленинград в составе наших частей на Синявинских высотах. В марте 1943 года Гавеев был переведён во 2-ю гвардейскую воздушно-десантную дивизию, в составе которой принял участие в Курской битве. Был ранен, после излечения был направлен в 1-й гвардейский танковый корпус, в составе которого участвовал в освобождении Белоруссии. Снова был ранен и после лечения вернулся на фронт помощником командира взвода 161-го отдельного укреплённого района.
17 января 1945 года возле польского города Ломжа Гавеев проделал проход в минных полях, обеспечивая путь основной группе разведчиков. Вступил в схватку с солдатами противника, сразил из своего автомата четверых гитлеровцев, вынес с поля боя сражённого товарища. Был представлен к ордену Красной Звезды, но 6 марта 1945 года приказом по войскам фронта был награждён орденом Славы 3-й степени.
20 — 21 февраля 1945 года старший сержант Гавеев возле города Мариенбург (в настоящее время город Мальборк в Польше) участвовал во взятии языка, прикрывал отход своих товарищей. За этот бой 25 марта 1945 года он повторно был награждён орденом Славы 3-й степени. 1 октября 1968 года Указом Президиума Верховного Совета СССР он был перенаграждён орденом Славы 1-й степени.
9 марта 1945 года возле населённого пункта Пиккель, сломив оборону противника, занял его и, при «прочёсывании» леса, занял ещё несколько населённых пунктов. 29 декабря 1945 года приказом по 43-й армии Северной группы войск в Германии он был награждён орденом Славы 2-й степени.
Из армии демобилизовался в 1946 году. Проживал в Ленинграде.
В 1985 году в порядке массового награждения участников Великой Отечественной войны он был награждён орденом Отечественной войны 1-й степени.
Скончался 6 апреля 2008 года в Санкт-Петербурге; похоронен на Смоленском православном кладбище.